# Bondasholmen
Bondasholmen (finska: Puntinsaari) är en ö i Finland.   Den ligger i kommunen Pyttis i  landskapet Kymmenedalen, i den södra delen av landet, 100 km öster om huvudstaden Helsingfors.